# Darijo Srna
Darijo Srna (Metković, 1 mei 1982) is een Kroatisch voormalig voetballer die doorgaans als verdediger speelde. Hij verruilde Sjachtar Donetsk in juli 2018 na vijftien jaar voor Cagliari, waar hij in juni 2019 zijn carrière beëindigde. Srna maakte van 2002 tot en met 2016 deel uit van het Kroatisch voetbalelftal, waarvan hij met 134 interlands recordinternational werd. Hij was voor Kroatië actief op het WK 2006 en WK 2014 en het EK 2004, EK 2008, EK 2012 en EK 2016.

## Clubcarrière
Srna stroomde in 1999 door vanuit de jeugd van Hajduk Split. Dat verkocht hem in 2003 net als keeper Stipe Pletikosa aan Sjachtar Donetsk. Hier groeide hij uit tot aanvoerder. Srna won meerdere nationale titels en bekers met de club en in het seizoen 2008/09 de UEFA Cup. Hij gaf in de finale de assist waaruit Jádson de winnende 2-1 maakte tegen Werder Bremen en werd verkozen tot Man of the Match.
In de top 100-lijst van beste voetballers van 2012 van de Engelse krant The Guardian stond Srna op de vierentachtigste plek.

## Interlandcarrière

### EK 2004
Onder leiding van bondscoach Otto Barić maakte Srna zijn internationale debuut voor het Kroatische nationale team in de vriendschappelijke wedstrijd tegen Roemenië (0-1) op 20 november 2002, net als Đovani Roso (Maccabi Haifa). Srna kon ook uitkomen voor Bosnië en Herzegovina vanwege zijn Bosnische wortels. Hij maakte zijn eerste internationale goal voor Kroatië in de oefenwedstrijd tegen België op 29 maart 2003. Hij scoorde daar de eerste treffer van de wedstrijd die met 4-0 werd gewonnen. Hij mocht in totaal zes keer in de basis beginnen in wedstrijden, waarin Kroatië zich probeerde te kwalificeren voor het EK voetbal 2004 in Portugal.

### WK 2006

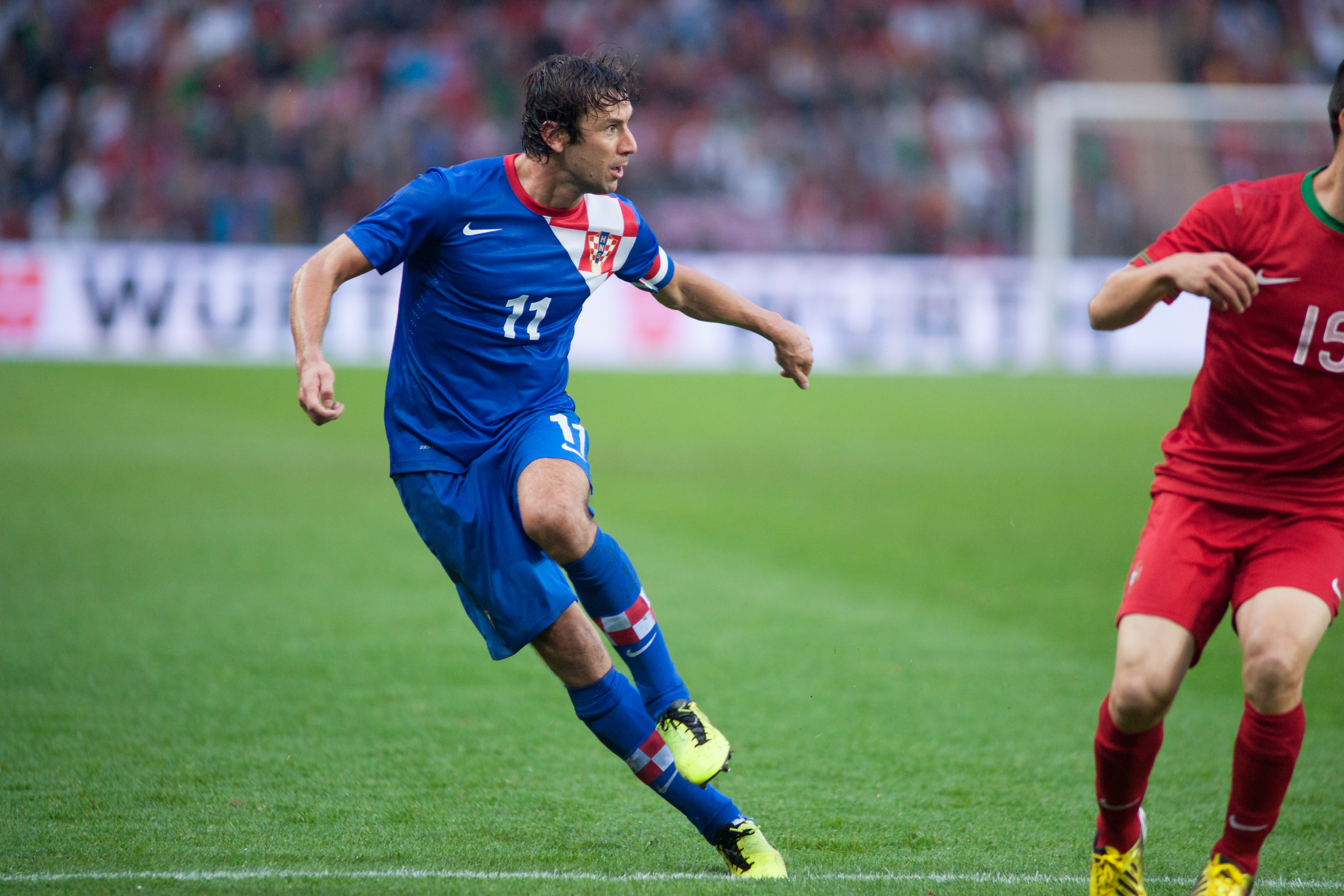
Srna op 10 juni 2013 in de wedstrijd tegen Portugal.

Na het EK 2004 kreeg Srna een basisplaats in het Kroatische nationale team voor het wereldkampioenschap 2006 in Duitsland, waar hij tijdens de kwalificatie vijf goals scoorde in negen wedstrijden. In de groepsfase speelde hij alle 3 de wedstrijden en scoorde hij in de wedstrijd tegen Australië met vrije trap die vanaf 30 meter achter in het doel verdween. Australië kwam echter goed terug en zo was Kroatië uitgeschakeld. In september 2006 werd Srna samen met zijn teamgenoten Ivica Olić en Boško Balaban geschorst voor het kwalificatieduel tegen Rusland vanwege laat feesten.

### EK 2008
Srna werd beschouwd als held van de wedstrijd, toen hij als invaller in de kwalificatiewedstrijd tegen Macedonië scoorde vanuit een vrije trap. In de achtentachtigste minuut zorgde Srna ervoor dat zijn teamgenoot Eduardo da Silva de winnende goal kon maken. In de zware wedstrijd tegen Israël, maakte Srna de winnende treffer. Ondanks zijn mislukte penalty tegen Estland zorgde zijn goede teamwerk ervoor dat deze wedstrijd toch nog met 2-0 werd gewonnen.
Met zijn sterke spel tijdens de kwalificatie wedstrijden werd Srna deel van de Euro 2008 selectie. Op 12 juni 2008 scoorde Srna in de vierentwintigste minuut de openingstreffer tegen Duitsland (2-1 winst). Hij was de enige speler van het Kroatische elftal die scoorde in de strafschoppen tegen Turkije.
Na het toernooi volgde Srna Niko Kovač op als aanvoerder van het Kroatische voetbalelftal.

### EK 2012
Op 29 mei 2012 maakte toenmalig bondscoach Slaven Bilić zijn definitieve en 23-koppige selectie bekend die Kroatië vertegenwoordigde op het Europees kampioenschap voetbal 2012 in Polen en Oekraïne, inclusief Srna die rugnummer 11 kreeg toebedeeld.
Op 6 februari 2013, evenaarde Srna samen met Stipe Pletikosa en Josip Šimunić het interlandrecord van Dario Šimić met 100 interlands. Tot op heden is Srna nog steeds recordinternational voor Kroatië met 134 interlands.

### WK 2014
Srna werd opgenomen in de Kroatische selectie voor het wereldkampioenschap in Brazilië  door bondscoach Niko Kovač, op 31 mei 2014. Hij verdedigde het Kroatische doel in de openingswedstrijd van het toernooi tegen Brazilië (3–1 verlies).

### EK 2016
Hij werd opgeroepen in mei 2015 door de Kroatische bondscoach voor de vriendschappelijke wedstrijd tegen Gibraltar en de EK-kwalificatiewedstrijd tegen Italië op respectievelijk 7 juni en 12 juni 2015. Srna speelde niet tegen Gibraltar, maar wel tegen de Italianen op het Poljudstadion. Door een overtreding op Srna in het strafschopgebied kreeg Kroatië vroeg in de wedstrijd een penalty tegen de Italianen. In de negentigste minuut kreeg aanvoerder Srna na twee keer geel, een rode kaart. Hierdoor kwam hij niet in actie in de volgende EK-kwalificatiewedstrijd. Tegen Noorwegen verloor zijn ploeg met 2-0 in Oslo. In de laatste twee EK-kwalificatiewedstrijden gingen Bulgarije en Malta onderuit, waarna Kroatië zich direct plaatste voor het Europees kampioenschap in 2016. Srna werd opgeroepen voor de vriendschappelijke wedstrijd tegen Rusland op 17 november. Srna maakte ook deel uit van de definitieve selectie van Kroatië voor het Europees kampioenschap in Frankrijk. Kroatië werd op 26 juni in de achtste finale tegen Portugal uitgeschakeld na een doelpunt van Ricardo Quaresma in de verlenging.

## Privéleven
Srna werd geboren in Metković als zoon van een Kroatische moeder Milka en Uzeir, een Bosniak. Srna vindt dat hij alles te danken heeft aan zijn vader die hem door de oorlog heeft geholpen zijn droom werkelijkheid te maken. Tijdens de Tweede Wereldoorlog werd Uzeirs zwangere moeder vermoord door de Četniks en zijn vader werd vermoord tijdens etnische zuiveringen tegen Bosnische Moslims. Voordat Srna naar Sjachtar vertrok, gaf hij zijn ouders een splinternieuwe Mercedes. Hij heeft een tatoeage van een hert dat voetbal speelt op zijn rechterbeen, aangezien 'Srna' in het Kroatisch 'hert' betekent.
Srna heeft een half broer die als voetbaltrainer bij NK Neretva werkt, van Uzeirs eerdere huwelijk met een vrouw genaamd Nada. Zijn oudere broer Igor heeft het syndroom van Down. Vanwege dit wijdt Srna al zijn goals aan hem. In de wedstrijd tegen Macedonië onthulde Srna onder zijn tenue een T-shirt met de zin 'Igor, svi smo uz tebe' ('Igor, we zijn er allemaal voor je') nadat hij een doelpunt scoorde. Hij heeft ook een tatoeage met de naam van zijn broer 'Igor' op zijn hart.
Srna is getrouwd met zijn vriendin Mirela Forić met wie hij een lange relatie heeft. Ze hebben samen een dochter die werd geboren in juli 2010.

## Erelijst
Hajduk Split
- Prva HNL (1): 2000/01
- Beker van Kroatië (2): 1999/00, 2002/03

 Sjachtar Donetsk
- Vysjtsja Liha (7): 2004/05, 2005/06, 2007/08, 2009/10, 2010/11, 2012, 2012/13
- Beker van Oekraïne (5): 2003/04, 2007/08, 2010/11, 2011/12, 2012/13
- Oekraïense supercup (5): 2005, 2008, 2010, 2012, 2013
- UEFA Cup (1): 2008/09

Individueel
- Hart van Hajduk (1): 2003
- Beste speler van Vysjtsja Liha volgens journalisten (2): 2008/09, 2009/10
- Inbegrepen in de 2010/11 UEFA Champions League Team van het seizoen